# Port Mathurin
Port Mathurin ist die Hauptstadt der im Indischen Ozean gelegenen Insel Rodrigues, die zu Mauritius gehört. Sie ist mit 8050 Einwohnern (Stand 2016) die größte Stadt und das administrative, wirtschaftliche und kulturelle Zentrum der Insel.

## Geographie

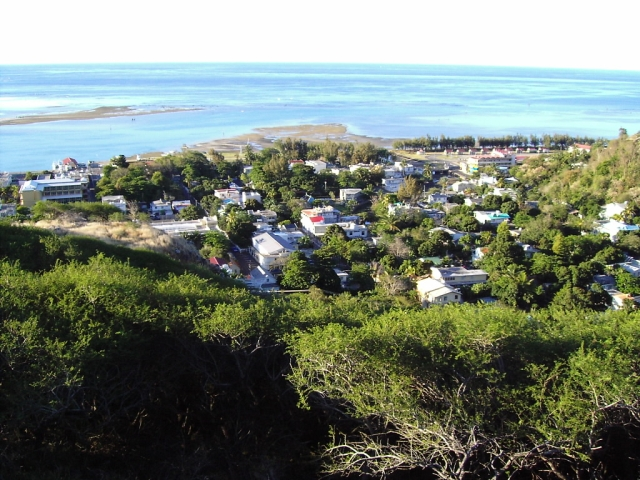
Port Mathurin vom Mount Fanal aus gesehen

Port Mathurin liegt an der Nordküste der Insel. Im Hinterland liegende Berge schützen die Stadt vor den südöstlichen Passatwinden. Die Ausdehnung des Stadtkerns beträgt etwa 600 mal 300 Meter. Insgesamt gehören jedoch 22 Ortschaften (localities) zur Stadt:
1. Baie Lascars (North)
2. Camp du Roi
3. Castor
4. Caverne Provert
5. Citronelle
6. Crève Coeur
7. Désiré
8. English Bay
9. Fond La Digue
10. Jentac
11. Mont Piton
12. Mont Vénus
13. Montagne Charlot
14. Montagne Fanal
15. Pointe Canon
16. Pointe Monnier
17. Port Mathurin
18. Roseaux
19. Solitude
20. Soupir
21. Terre Rouge
22. Vangar

Dem Kernort unmittelbar benachbart sind davon Fond La Digue, Montagne Fanal, Pointe Monier, Camp du Roi und Baie Lascar.

## Geschichte
Am 1. Mai 1691 landete eine Gruppe aus Frankreich geflohener Hugenotten unter der Führung von François Leguat, in der Bucht von Mathurin. 1735 wurde hier die erste dauerhafte Siedlung auf Rodrigues von Frankreich gegründet. Der Ortsname stammt von einem der ersten Siedler Mathurin Bréhinier. 1810 sammelte sich in der Bucht von Mathurin die britische Flotte zur Invasion der Inseln Réunion und Mauritius. 1901 wurde ein Telegrafenkabel durch den Indischen Ozean nach Australien installiert, dessen Wartungszentrum sich in der Stadt befand.

## Wirtschaft

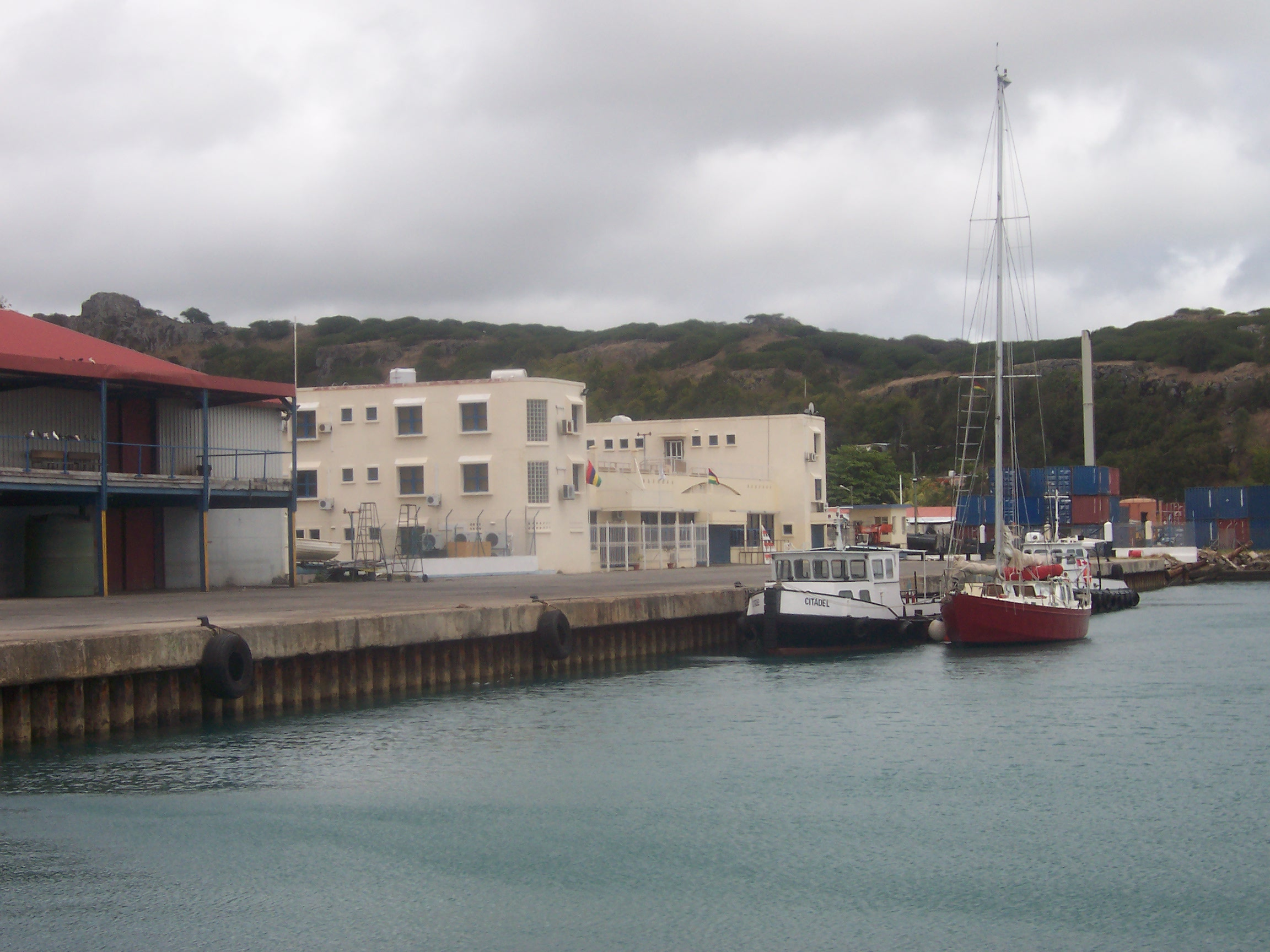
Hafen von Port Mathurin

Der Hafen von Port Mathurin ist der einzige der Insel und dient daher der Versorgung von ganz Rodrigues. Er wird von zwei Schiffen der Mauritius Cargo Handling Corporation jeweils etwa einmal im Monat angelaufen. Der Hafen ist wie die gesamte Insel durch ein Korallenriff vor der offenen See geschützt. In Geschäften gibt es nur lebensnotwendige Produkte, alles Spezielle muss direkt in Mauritius geordert werden.

## Bildung
Seit 1973 gibt es im Ort eine Oberschule, das Rodrigues College.

## Religion
Im Ort befinden sich eine katholische und eine anglikanische Kirche sowie eine kleine Moschee.

## Persönlichkeiten
- Christianne Legentil (* 1992), Judoka